# Studienseminar Cuxhaven
Das Studienseminar Cuxhaven ist eine Ausbildungseinrichtung für Lehrer an Grund-, Haupt- und Realschulen in Cuxhaven.

## Geschichte
Am 1. November 2001 wurde das Studienseminar Cuxhaven für das Lehramt an Grund-, Haupt- und Realschulen eröffnet. Bis in die 1980er Jahre gab es bereits in der Elbe-Weser-Region ein Ausbildungsseminar. Ein wichtiger Grund für die Entscheidung, erneut ein Studienseminar einzurichten, war die Feststellung, dass es über einen langen Zeitraum nicht gelang, genügend junge Lehrkräfte für die Region zu gewinnen. Da mittlerweile viele ehemalige Anwärter als Lehrkräfte in der Stadt und im Landkreis Cuxhaven arbeiten, wird das Konzept als erfolgreich angesehen.

## Standort
Das Seminargebäude befindet sich in der Stadt Cuxhaven direkt in der Innenstadt und in Bahnhofsnähe. Eine ehemalige Außenstelle der Landeszentralbank wurde umgebaut und renoviert und stellt nun auf drei Etagen moderne und gut ausgestattete Seminar- und Verwaltungsräume sowie eine Seminarbibliothek zur Verfügung. Die Nähe zum Meer mit Hafen und Strand bietet einen hohen Freizeitwert.
Die über 70 Ausbildungsschulen sind über den gesamten Landkreis Cuxhaven und sogar darüber hinaus verteilt. Diese weitläufige Verteilung bietet eine große Auswahl an Schulen, erfordert aber in den meisten Fällen ein Auto.

## Ausbildung und Organisation
Die Lehrerausbildung ist in Deutschland in zwei Phasen organisiert. Der erste Teil dieser Ausbildung findet an Universitäten in ganz Deutschland statt. Für die zweite Phase bewerben sich die angehenden Lehrkräfte in den verschiedenen Bundesländern, die die Lehramtsanwärter dann auf die Studienseminare verteilen. Dieser Vorbereitungsdienst dauert 18 Monate und endet mit der zweiten Staatsprüfung.
Derzeit befindet sich die Ausbildungsstruktur im Umbruch. Zukünftig werden Lehramtsanwärter jeweils zum 1. Februar und 1. August eines Jahres eingestellt.
Das Studienseminar Cuxhaven ermöglicht den Anwärtern die Ausbildung in den Fächern Arbeit/Wirtschaft, Biologie, Chemie, Deutsch, Englisch, Ev. Religion, Französisch, Geschichte, Kunst, Mathematik, Musik, Physik, Sachunterricht, Sport und Werken. Seit 2007 kann die Zusatzqualifikation Plattdeutsch erworben werden. Neben dem Besuch von zehn Seminaren muss hierfür eine Unterrichtseinheit in Plattdeutsch gehalten und eine mündliche Prüfung abgelegt werden.

## Profil
Das Studienseminar Cuxhaven veranstaltet regelmäßig Modulveranstaltungen und Thementage z. B. zur Gewaltprävention, Selbstbehauptung, Konfliktlösung (GSK). Zur Angebotspalette gehören u. a. ein Gitarren-Schnupperkurs, ein Einblick in die theaterpädagogische Arbeit des Stadttheaters Bremerhaven, Kooperationen mit dem Medienzentrum des Landkreises, Besuche der Welt der Sinne in Bremervörde sowie der Phänomenta Bremerhaven.